# Phyllonorycter juglandicola
Phyllonorycter juglandicola là một loài bướm đêm thuộc họ Gracillariidae. Loài này sinh sống ở Kazakhstan, Kyrgyzstan và Tajikistan.
Ấu trùng ăn Juglans regia. Chúng ăn lá cây nơi chúng làm tổ.